# The Marauders (film, 1912)
Pour les articles homonymes, voir The Marauders.
The Marauders est un film muet américain réalisé par Allan Dwan et sorti en 1912.

## Fiche technique
- Réalisation : Allan Dwan
- Date de sortie : France] : 27 juin 1912

## Distribution
- J. Warren Kerrigan
- Pauline Bush